# دار دار کنی
دار دار کُنی (داد داد کُنی به معنای داد زدن) نوعی بازی بومی و سنتی است که در بروجرد رواج داشته‌است. در این بازی دو گروه مساوی از افراد هر کدام با یک سردسته (سالار) یکی به عنوان گروه فعال (برنده) و دیگری بازنده وجود داشته‌است. سالار گروه فعال چشم سالار گروه بادندزنده را می‌بست و نفرات خود را به پنهان شدن فرمان می‌داد. سپس سالار بازنده به دنبال پنهان شدگان می‌گشت در حالی که اعضای گروهش در جایی مجتمع نشسته بودند. سالار برنده نیز وی را همراهی می‌کرد و سعی می‌کرد نزدیک شدن سالار بازنده به عضو گروه خود را اعلام کند. با دور شدن سالار بازنده از هم گروهی‌های خود، پنهان شدگان بیرون می‌آمدند و به سمت اعضای گروه بازنده دویده سعی در کتک زدن آنها می‌کردند و آنها را تلویحاً به دار زدن تهدید می‌کردند و اعضای بازنده با گفتن «دار، دار، دار» ترس خود را از به دار کشیده شدن بیان می‌کردند  (ص. ۱۹۷).
حزین معتقد است خمیرمایه این بازی در این بوده که سرپرست ملت (سالار گروه بازنده) باید نگه دار و حامی قوم خود باشد و در صورت دور شدن از آنان، مردمش مورد حمله و تجاوز دیگران قرار می‌گیرند.